# 恋する想い〜Fall in love〜
「恋する想い〜Fall in love〜」（こいするおもい フォール・イン・ラヴ）は、1998年6月17日にマーキュリー・ミュージックエンタテイメントからリリースされた松田聖子の47枚目のシングル。

## 解説
日本テレビ系『スーパーテレビ情報最前線』のエンディング・テーマ。
本来、アルバム『Forever』からの先行シングルとして発売予定であったが、諸事情によりアルバムリリース後のシングルカット扱いとなった。

## 収録曲
全作詞:Seiko Matsuda　作曲:Seiko Matsuda・小倉良
1. 恋する想い〜Fall in love〜[4:46]
  - 編曲:鳥山雄司
2. I love you[5:02]
  - 編曲:小倉良・栗尾直樹
3. 恋する想い〜Fall in love〜（Original Backing Track）[4:48]

## 関連作品
- 恋する想い～Fall in love～
  - Forever
  - Seiko '96-'98
  - Seiko Smile Seiko Matsuda 25th Anniversary Best Selection
  - We Love SEIKO -35th Anniversary 松田聖子究極オールタイムベスト50Songs-
  - 永遠のアイドル、永遠の青春、松田聖子。〜45th Anniversary 究極オールタイムベスト〜
- I Love You
  - Forever